# Daniel Viteri
Daniel Viteri (Guayaquil, Guayas, Ecuador, 12 de diciembre de 1981) es un exfutbolista ecuatoriano. Jugaba de portero y su último equipo  fue el Guayaquil City de la Serie A de Ecuador, su retiro fue el sábado 19 de diciembre de 2020, encuentro dado frente al Deportivo Cuenca.

## Trayectoria
Viteri empezó en Emelec, donde fue bicampeón de Ecuador 2001 y 2002, además de subcampeón de la Copa Merconorte 2001. El 2005 pasó a Deportivo Quito. El 2008 fue a Liga de Quito, donde fue el arquero suplente del equipo que ganó la Copa Libertadores 2008, Recopa Sudamericana 2009 y Copa Sudamericana 2009. El 2010 fue cedido a Barcelona SC, al año siguiente retornó a Liga hasta 2017, en 2018 jugaría en Orense desde el 3 de febrero hasta el 10 de julio para luego unirse al Guayaquil City y que jugaría hasta el 19 de diciembre de 2020 fecha que anunciaria su retiro de las canchas.

## Selección nacional
Jugó con la Selección sub 20 el mundial sub 20  en 2001, disputado en Argentina. Además, jugó con la Selección de fútbol de Ecuador y participó en la Copa Mundial FIFA 2002.
Jugó los 2 primeros partidos de la eliminatoria para el Mundial Sudáfrica 2010 para su país después de las lesiones de, Marcelo Elizaga y Javier Klimowicz. Jugó contra Venezuela y Brasil, respectivamente. Tuvieron un mal comienzo, perdiendo los dos partidos. Contra Venezuela, Viteri no pudo llegar a un tiro libre de José Manuel Rey desde el medio campo, fue el único gol del partido.
Contra Brasil después de perder 5-0, que fue criticado por no llegar a un tiro débil de Kaká. Rápidamente, se puso de rodillas para atajar, lo consiguió, pero se deslizó fuera de su alcance y se fue a la red para el quinto gol en el estadio de Maracaná en Río de Janeiro.

### Categorías inferiores

#### Participaciones en Copas del Mundo Juveniles
| Mundial                     | Sede      | Resultado        | PJ | GA | Asis |
| --------------------------- | --------- | ---------------- | -- | -- | ---- |
| Copa Mundial Sub-20 de 2001 | Argentina | Octavos de final | 4  | 0  | 0    |

### Selección absoluta

#### Participaciones enCopas del Mundo
| Mundial                       | Sede                  | Resultado      | PJ | GA | Asis |
| ----------------------------- | --------------------- | -------------- | -- | -- | ---- |
| Mundial de Corea y Japón 2002 | Corea del Sur y Japón | Fase de grupos | 0  | 0  | 0    |

#### Participaciones enEliminatorias al Mundial
| Eliminatoria                            | Sede del Mundial | Posición      | Resultado | PJ | GA | Asis |
| --------------------------------------- | ---------------- | ------------- | --------- | -- | -- | ---- |
| Eliminatorias Mundial de Sudáfrica 2010 | Sudáfrica        | 6°lugar 23pts | Eliminado | 2  | 0  | 0    |

### Partidos internacionales
Actualizado alúltimo partido disputado el 15 de noviembre de 2018.
| \| N.° \| Fecha \| Ciudad \| Rival \| Resultado \| Resultado \| Competencia \| \| --- \| --------------------- \| -------------- \| --------- \| --------- \| --------- \| --------------------------------------- \| \| 1. \| 21 de enero de 2007 \| Quito \| Suecia \| 1-1 \| Empate \| Amistoso \| \| 2. \| 3 de junio de 2007 \| Madrid \| Perú \| 1-2 \| Derrota \| Amistoso \| \| 3. \| 13 de octubre de 2007 \| Quito \| Venezuela \| 0-1 \| Derrota \| Eliminatorias al Mundial Sudáfrica 2010 \| \| 4. \| 17 de octubre de 2007 \| Río de Janeiro \| Brasil \| 0-5 \| Derrota \| Eliminatorias al Mundial Sudáfrica 2010 \| |                       |                |           |           |           |                                         |
| N.° | Fecha                 | Ciudad         | Rival     | Resultado | Resultado | Competencia                             |
| 1. | 21 de enero de 2007   | Quito          | Suecia    | 1-1       | Empate    | Amistoso                                |
| 2. | 3 de junio de 2007    | Madrid         | Perú      | 1-2       | Derrota   | Amistoso                                |
| 3. | 13 de octubre de 2007 | Quito          | Venezuela | 0-1       | Derrota   | Eliminatorias al Mundial Sudáfrica 2010 |
| 4. | 17 de octubre de 2007 | Río de Janeiro | Brasil    | 0-5       | Derrota   | Eliminatorias al Mundial Sudáfrica 2010 |

## Clubes
| Club            | País    | Año         | PJ                  |
| --------------- | ------- | ----------- | ------------------- |
| Emelec          | Ecuador | 1999 - 2004 | 85 partidos jugados |
| Deportivo Quito | Ecuador | 2005 - 2007 | 97 partidos jugados |
| Liga de Quito   | Ecuador | 2008 - 2009 | 10 partidos jugados |
| Barcelona SC    | Ecuador | 2010        | 5 partidos jugados  |
| Liga de Quito   | Ecuador | 2011 - 2017 | 94 partidos jugados |
| Orense          | Ecuador | 2018        | 14 partidos jugados |
| Guayaquil City  | Ecuador | 2018 - 2020 | 44 partidos jugados |

## Palmarés

### Campeonatos nacionales
| Título                 | Club   | País    | Año  |
| ---------------------- | ------ | ------- | ---- |
| Campeonato Ecuatoriano | Emelec | Ecuador | 2001 |
| Campeonato Ecuatoriano | Emelec | Ecuador | 2002 |

### Copas internacionales
| Título              | Club          | País    | Año  |
| ------------------- | ------------- | ------- | ---- |
| Copa Libertadores   | Liga de Quito | Ecuador | 2008 |
| Recopa Sudamericana | Liga de Quito | Ecuador | 2009 |
| Copa Sudamericana   | Liga de Quito | Ecuador | 2009 |